# 6269 Kawasaki
A 6269 Kawasaki (ideiglenes jelöléssel 1990 UJ) a Naprendszer kisbolygóövében található aszteroida. Urata Takesi fedezte fel 1990. október 20-án.